# Programfix
Programfix, buggfix,  (engelska: patch) är en uppdatering av ett datorprogram som inte nödvändigtvis föranleder ett nytt versionsnummer. Syftet med en programfix är att rätta till fel eller göra anpassningar av programmet för de speciella förhållanden som råder för en viss användare eller dator.

## Unix
För program som distribueras med källkod distribueras en programfix normalt i en textfil med speciell syntax som genereras av programmet diff. Fördelen är dels att storleken på en förändring kan hållas nere eftersom textfiler (undantaget assemblerkod) är mindre än motsvarande binärer. En annan fördel är att den som installerar filen direkt kan se vilka förändringar som kommer att göras. Den vanligaste varianten idag är unidiff som är lättläst även för människor.
För att applicera en programfix skapad av diff på en uppsättning källkodsfiler används oftast programmet patch.

## Andra verktyg
Numera finns funktioner för att producera patchar i flera integrerade utvecklingsmiljöer som Eclipse och versionshanterare som Mercurial, CVS, Subversion och Git (men även många andra). Åtminstone Git kan även applicera och checka in patchar med kommentarer direkt från e-post-meddelanden